# Viersäulenmarter

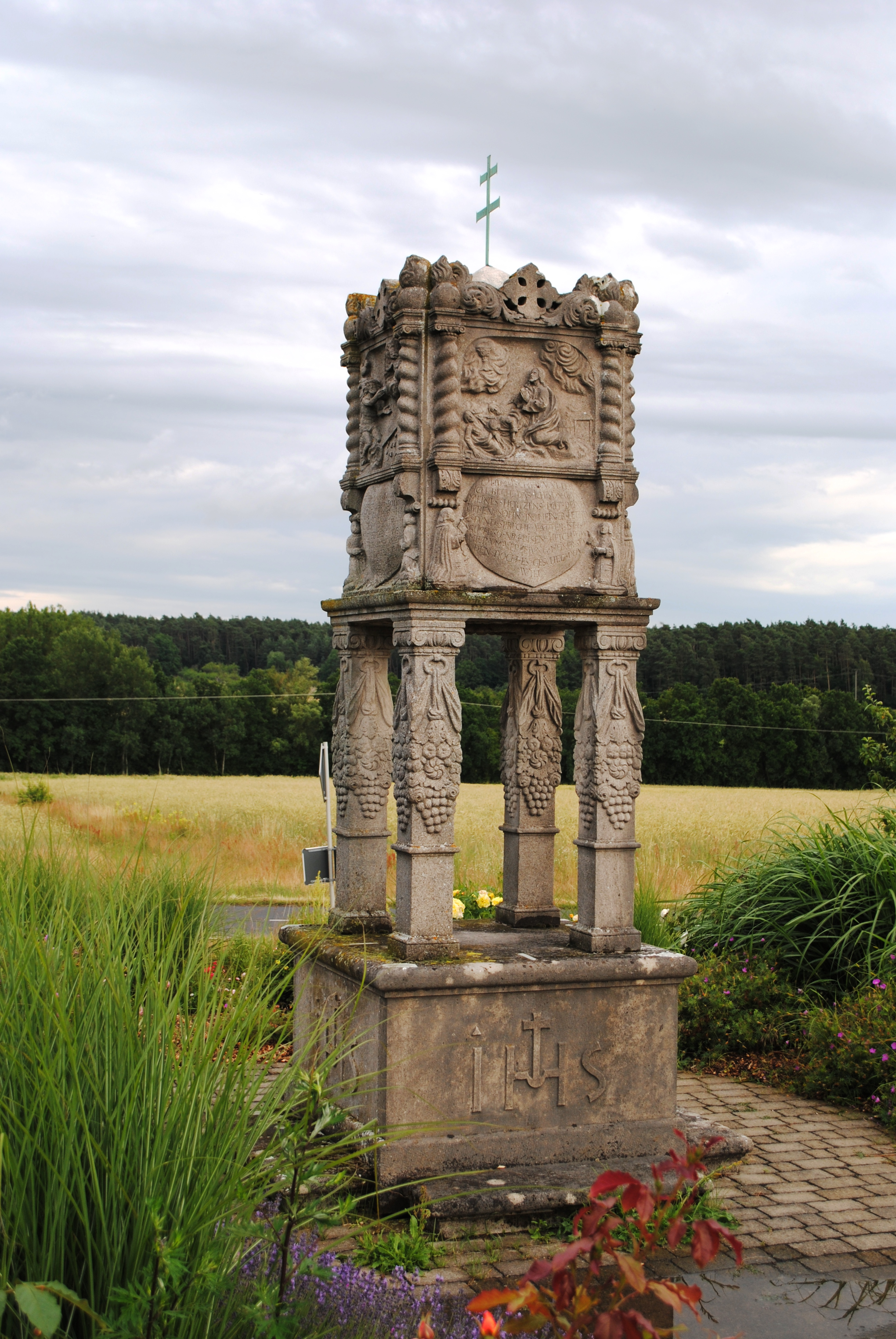
Die Marter am Rande des Ortes

Die sogenannte Viersäulenmarter ist ein bedeutender Bildstock auf der Gemarkung Sommerachs. Er befindet sich an der Landstraße KT 57 in Richtung Volkach.

## Geschichte
Erstnmals beschrieben wurde der Bildstock im Jahr 1700. Diese Jahreszahl ist über der Kreuzigungsszene in den Zwickeln vermerkt. Kurz nach Ende des Zweiten Weltkriegs, am 27. Februar 1947, wurde die Marter von einem amerikanischen Armeefahrzeug beschädigt.
Die Gemeinde beauftragte den Bildhauer Georg Schneider aus Würzburg, eine originalgetreue Kopie zu schaffen. Diese erhielt zusätzlich die Inschrift: „Wir haben die viersäulige Marter neu aufgerichtet zum Dank für den Schutz des Dorfes im Zweiten Weltkrieg, zum Gedenken der Gefallenen und Vermißten, als Bitte der Heimatlosen, als Bekenntnis des hl. Glaubens. Gemeinde Sommerach 1948“.
Der Bildstock wird vom Bayerischen Landesamt für Denkmalpflege unter der Denkmalnummer D-6-75-169-66 eingeordnet.

## Beschreibung
Auf einem Sockel mit der die Inschrift „IHS“ stehen vier Säulen. Sie geben dem Bildstock seinen Namen und sind reich mit Trauben- und Fruchtornamenten verziert. Darüber erhebt sich ein vierseitiger Bildaufsatz, der von einem Patriarchenkreuz bekrönt ist. Die dargestellten Szenen sind von gewellten Pilastern eingerahmt und zeigen die Passionsgeschichte.
Unter jeder Szene befindet sich eine herzförmige Kartusche mit Inschriften. Sie enthalten Gebete und die obenerwähnte Danksagung der Gemeinde. Flankiert werden die Gravuren von betenden Personen, die die Stifter darstellen. Unter der Kreuzigungsszene befindet sich zusätzlich ein Christusmonogramm auf einer Schriftrolle.
Die Inschrift auf dieser Seite lautet: „O Herr Jesu wie du gesagt hast • Vatter vergib ihnen dan sie wissen nicht was sie Thun ein solches gib mir in mein Hertz das ich um deiner Liebe willen verzeie allen denen so mich beleidigen. Johannes Pardel Ulric Elisabetha Ulricin“.